# Aleksandr Golovin (kunstenaar)

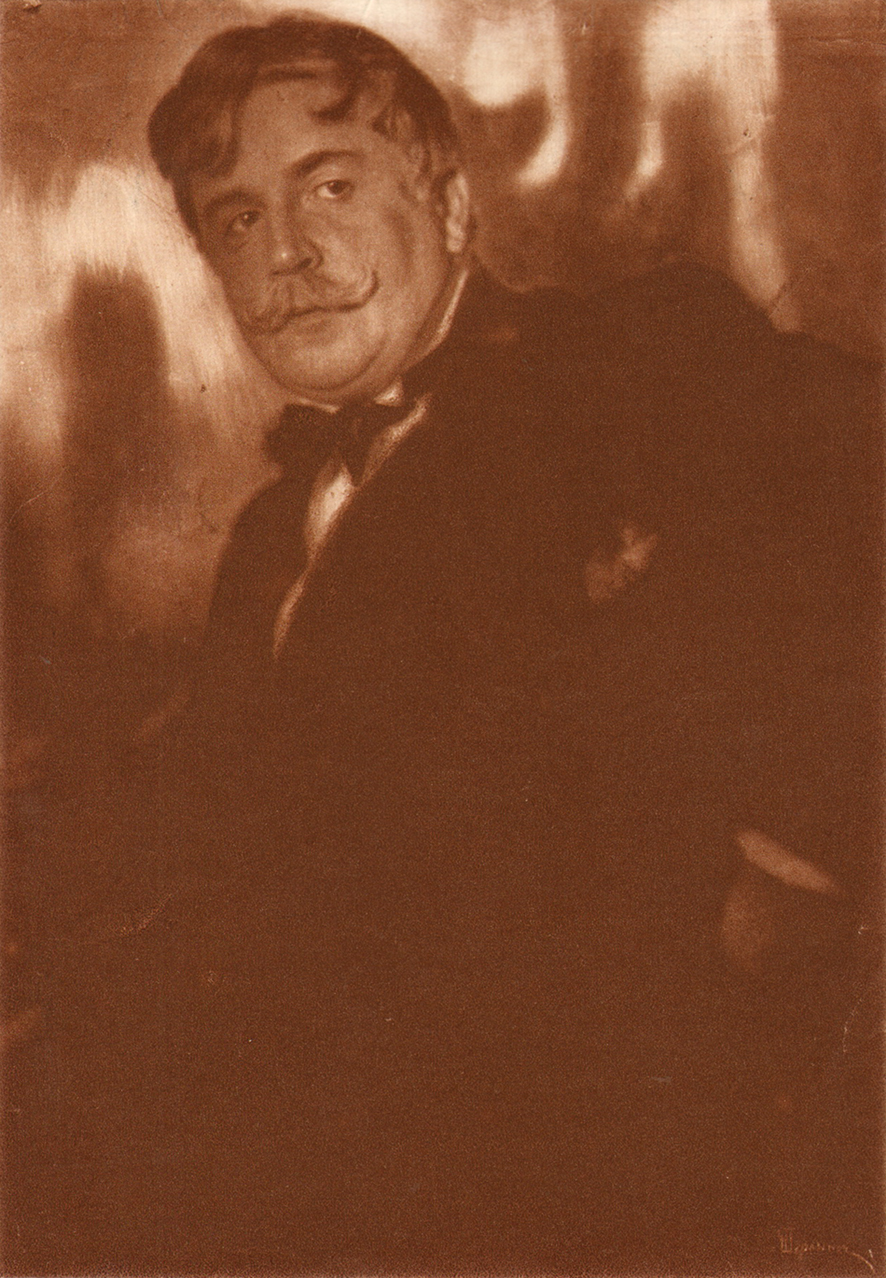
Alexandr Golovin. 1916.

Aleksandr Jakovlevitsj Golovin (Russisch: Александр Яковлевич Головин) (Moskou, 1 maart 1863 – Poesjkin, 17 februari 1930) was een Russisch kunstschilder en theaterdecorateur.

## Leven
Golovin bezocht van 1881 tot 1889 de Moskouse Hogeschool voor Schilderkunst, Beeldhouwkunst en Architectuur. Aanvankelijk koos hij de richting van de architectuur, maar later veranderde hij naar de schilderkunst. Hij studeerde onder andere bij Prjanisjnikov, Polenov en Makovski en bezocht tevens kunstacademies in Parijs. Vanaf 1895 reisde hij naar Italië en Spanje. In de volgende jaren werkte hij in de ateliers voor toegepaste kunst van Abramtsevo. Tot 1901 woonde Golovin in Moskou, later in Sint-Petersburg en uiteindelijk in de stad Poesjkin.
Vanaf 1898 was Golovin lid van de kunstenaarsbeweging Mir Iskoesstva en in 1903 werd hij lid van de Unie van Russische Schilders. Samen met Konstantin Korovin nam hij deel aan de inrichting van het Russische paviljoen tijdens de Wereldtentoonstelling van 1900 te Parijs. Ook maakte hij in die tijd meubels en interieurs, onder andere voor hotel-restaurant Metropol te Moskou.
In 1912 werd Golovin lid van de Russische Kunstacademie te Sint-Petersburg.

## Werk
Golovin schilderde vooral kleurrijke landschappen, hoofdzakelijk in tempera en pastelkrijt, maar ook veel portretten. Daarnaast maakte hij veelgeprezen grafische boekillustraties. Hij wordt zowel gerekend tot de eerste golf van Russische symbolistische schilders, tot de modernistische school als tot het impressionisme.
Golovin verwierf verder grote bekendheid als theaterdecorateur. Hij werkte samen met grootheden als Diaghilev, Stanislavski en Meyerhold en maakte beroemde decors voor onder andere Pskowitjanka van Nikolaj Rimski-Korsakov en Boris Godoenov van Modest Moessorgski. Hij werkte vanaf 1902 onder andere aan het Petersburgse hof, voor de tsaar, maar later ook in Parijs.

## Galerij

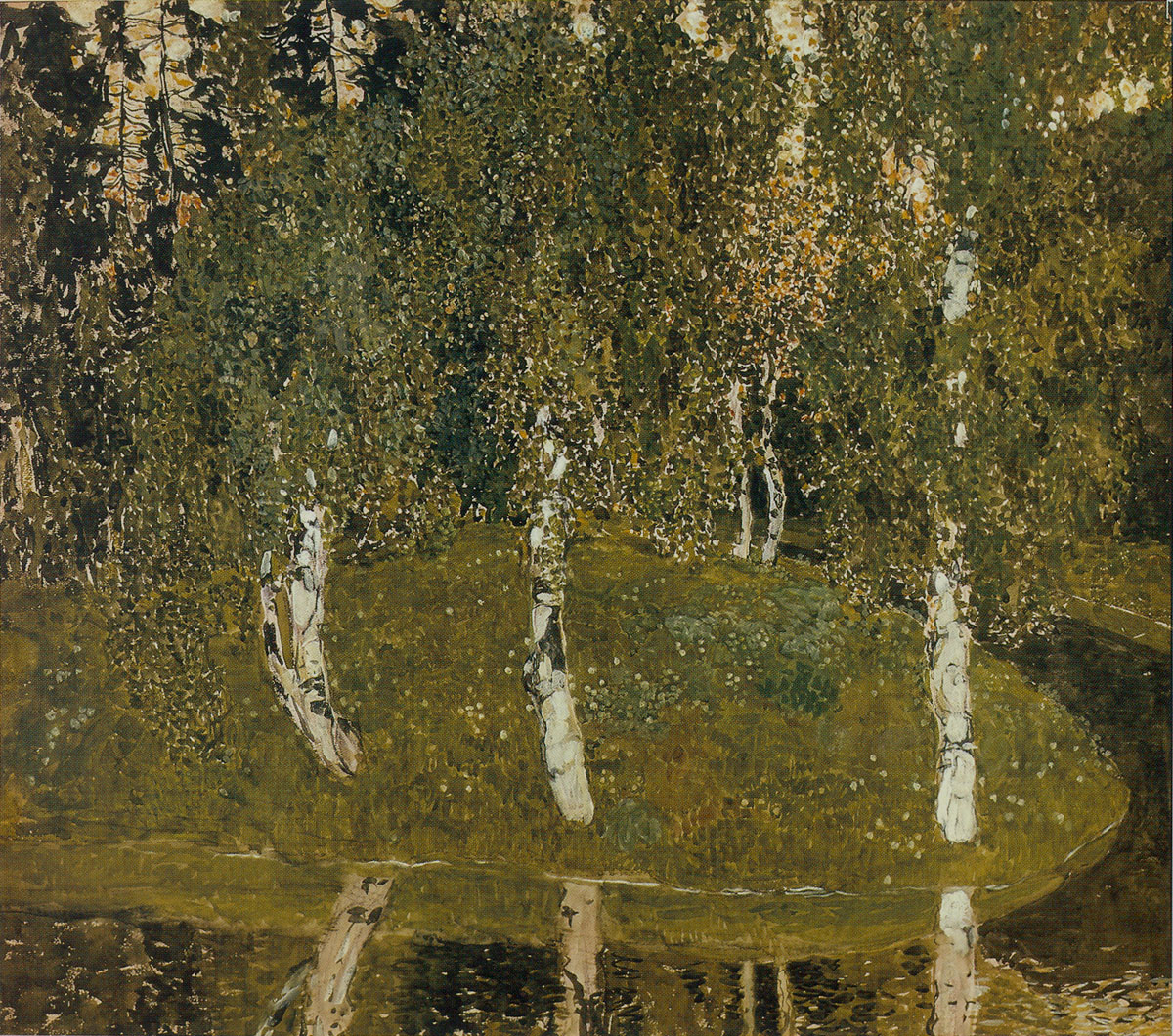
Berken, 1908-1911
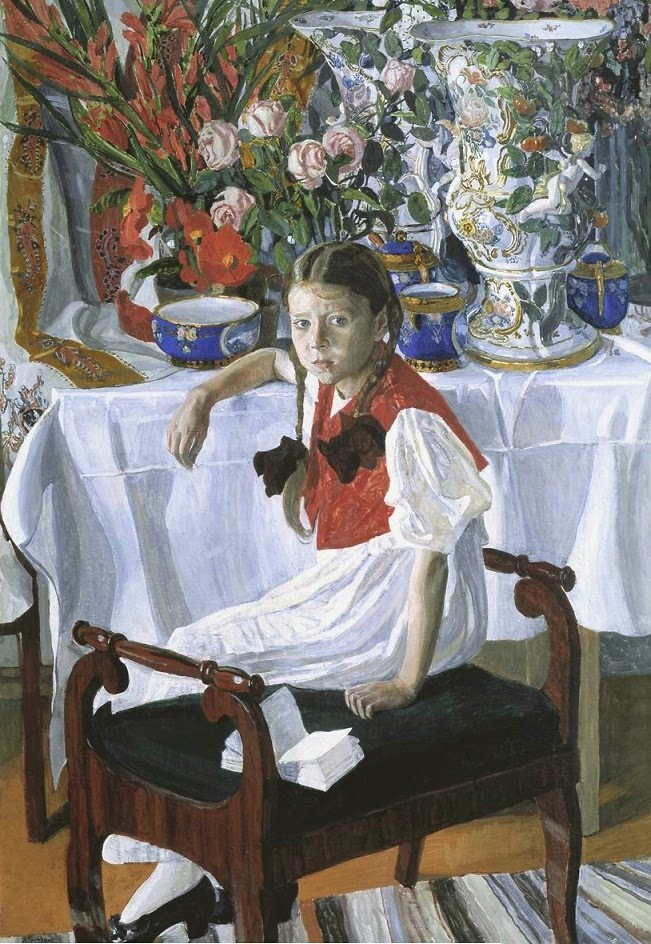
Meisje met porselein, 1916
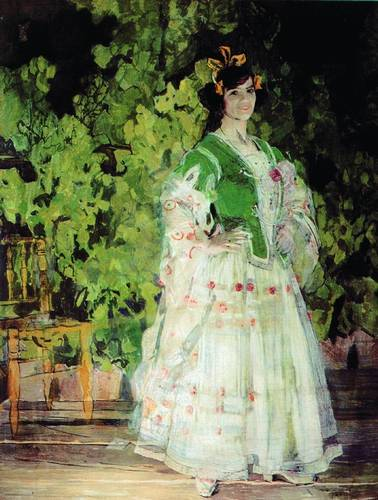
Jonge vrouw in de tuin, 1908
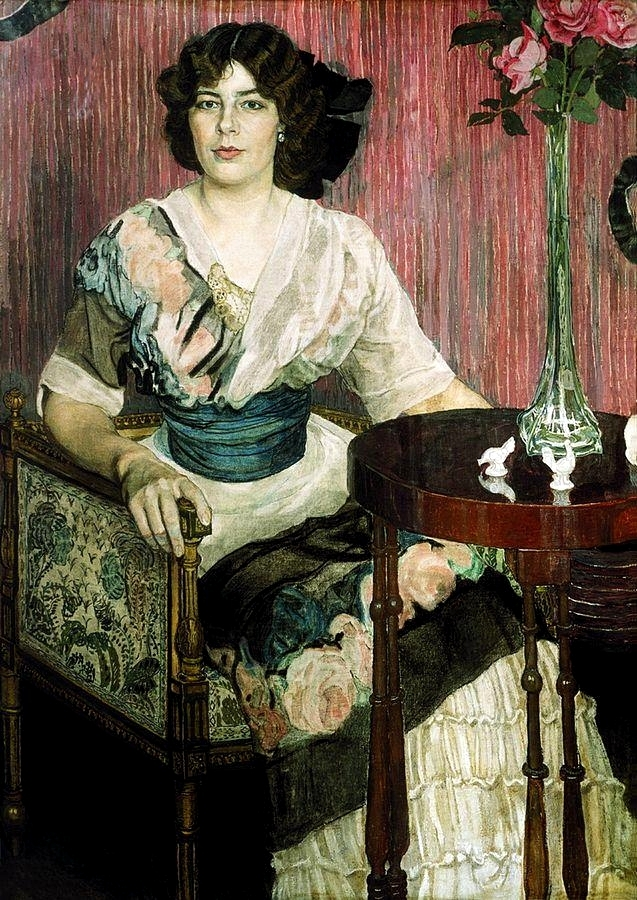
De sopraan Eufrosina Kyza, 1900
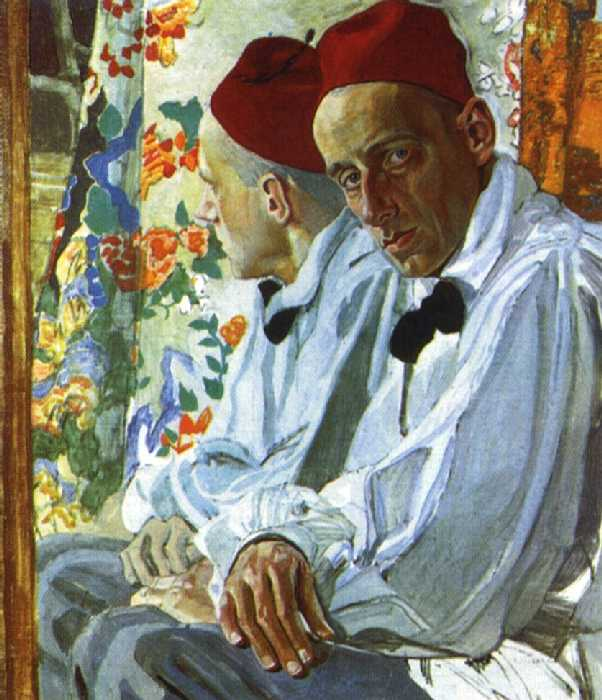
Vsevolod Meyerhold, 1917
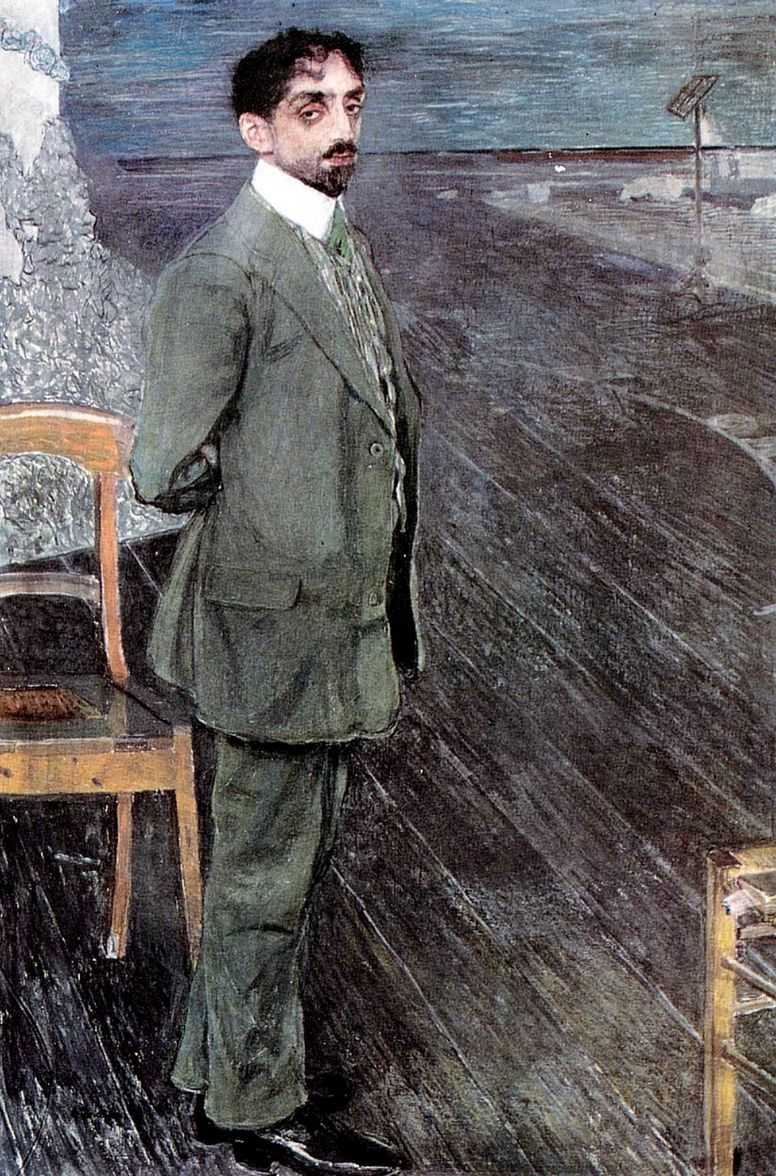
Michail Koezmin, 1910
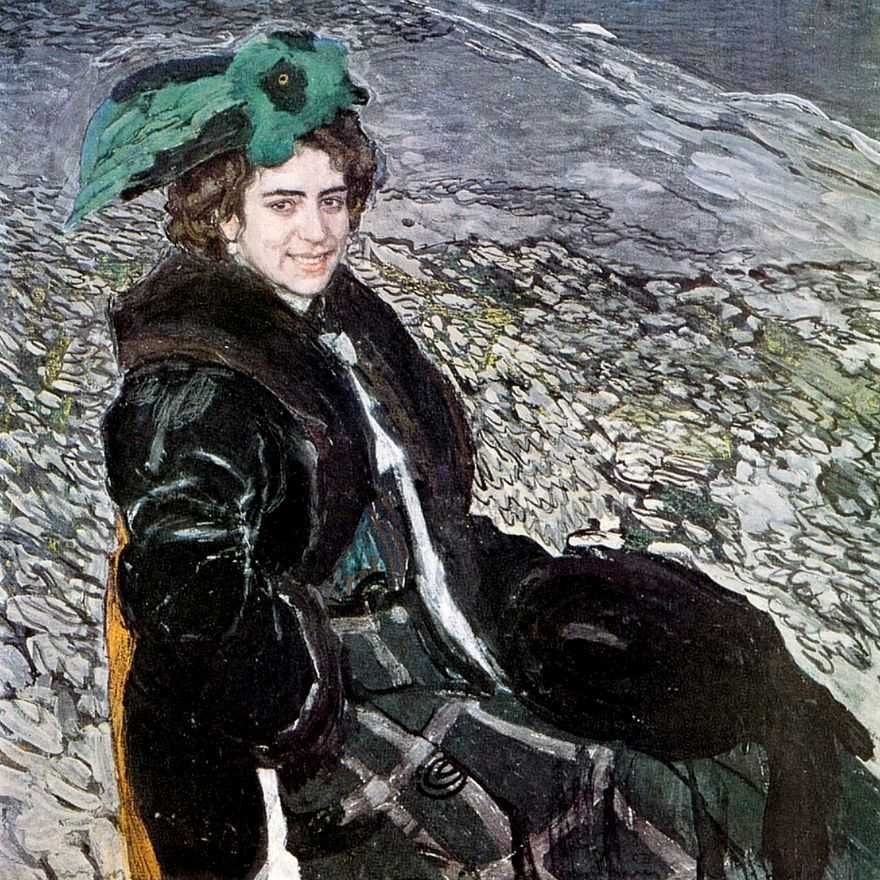
Vrouw (titel onbekend), 1910
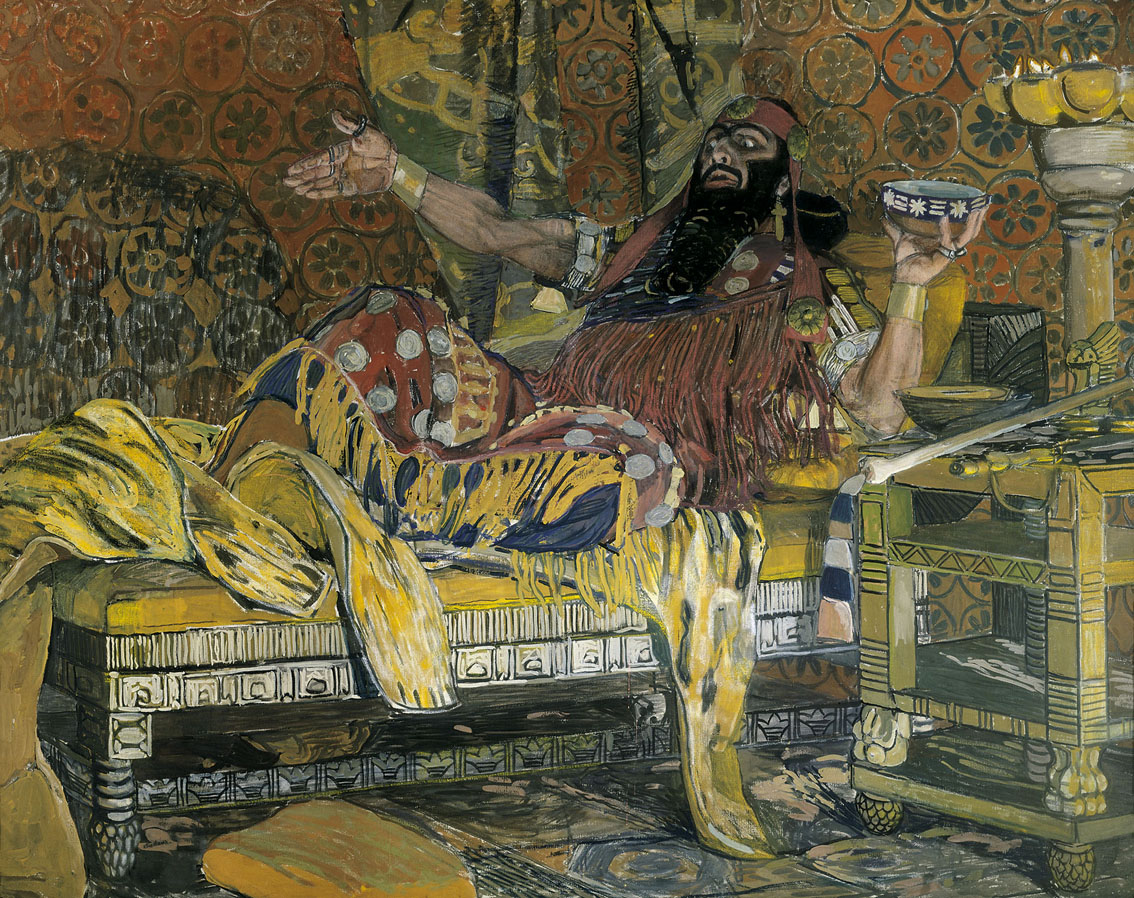
Uit ‘Judith’, 1908
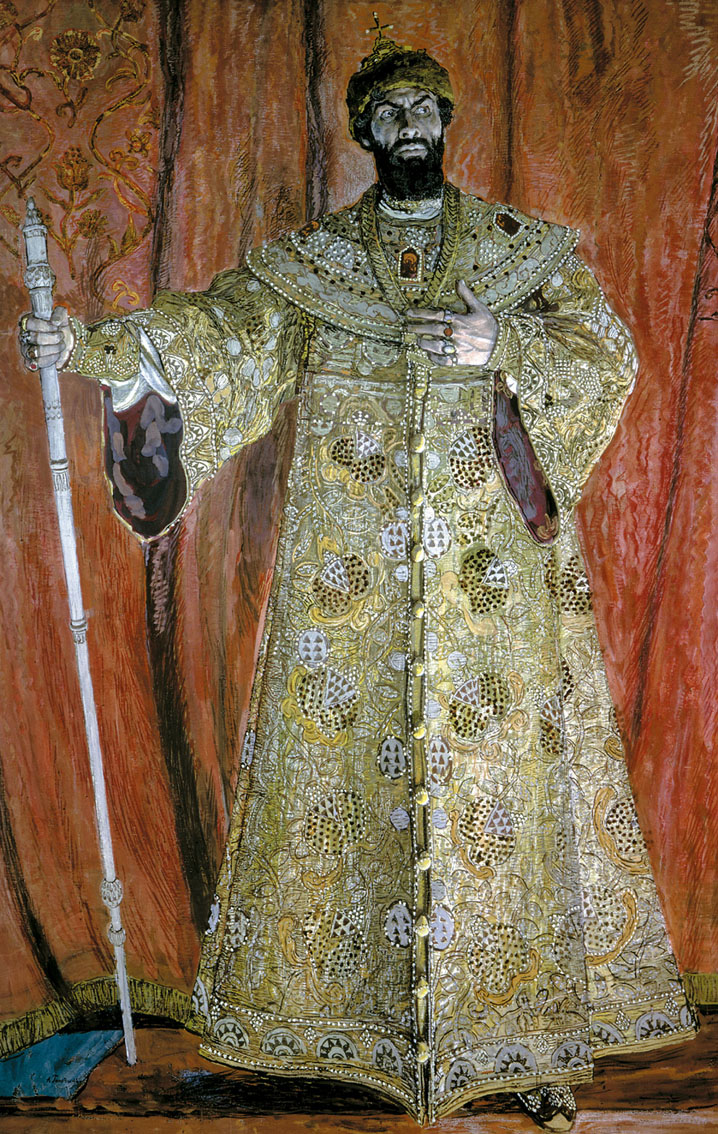
Fjodor Sjaljapin, als Boris Godoenov, 1912
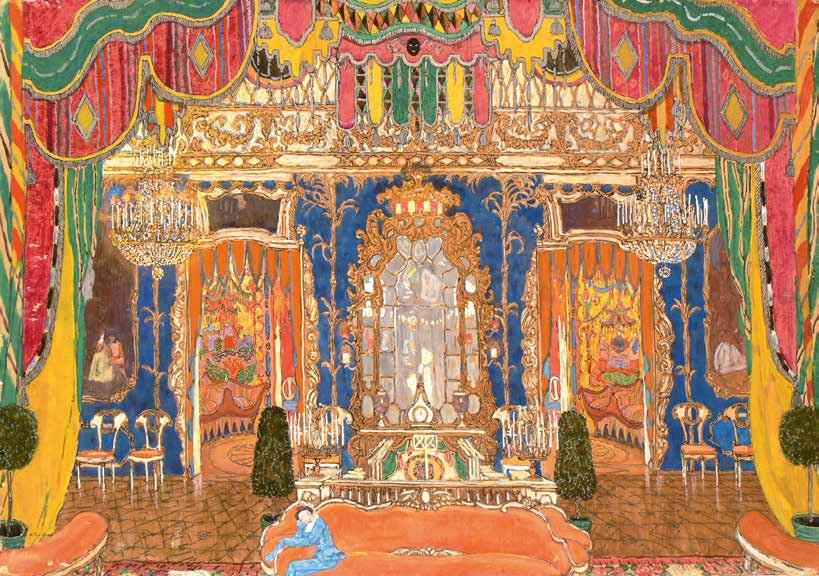
Décor voor Lermontovs ‘Maskerade’, 1917